# Tanja Hart
Tanja Hart (* 24. Januar 1974 in Marktheidenfeld, heute Tanja Hart-Schneider) ist eine ehemalige deutsche Volleyballnationalspielerin.

## Karriere
Tanja Hart begann ihre Karriere bei der DJK Karbach. Von 1991 bis 1993 spielte sie beim Bundesligisten CJD Feuerbach. Danach kehrte sie zusammen mit ihrem Trainer Mathias Eichinger zum Zweitligisten DJK Karbach zurück, mit dem sie 1994 in die 1. Bundesliga aufstieg. Im Sommer 1997 spielte sie zwischendurch beim US-amerikanischen Verein UC Santa Barbara. Mit der A-Nationalmannschaft nahm sie an den Olympischen Spielen 1996 in Atlanta und 2000 in Sydney teil. Nach der Karbacher Insolvenz kam Hart 2002 zum SSV Ulm 1846, mit dem sie ein Jahr später das deutsche Double gewann. Anschließend schaffte die Zuspielerin mit der DVV-Auswahl den dritten Platz bei der EM in der Türkei. Nach ihrer dritten Olympiateilnahme 2004 in Athen wechselte sie zum USC Münster, mit dem sie 2005 erneut Meister und Pokalsieger wurde. Bei der WM 2006 in Japan erlebte sie ihr nächstes großes Turnier, das jedoch mit einem enttäuschenden elften Platz endete. Ihre letzten beiden aktiven Volleyballjahre verbrachte sie 2006 bis 2008 beim 1. VC Wiesbaden.
Neben ihrer Volleyballkarriere studierte Tanja Hart Englisch und Sport auf Lehramt und absolvierte danach erfolgreich das Referendariat an einer Gesamtschule in Wiesbaden. Bis 2008 war sie als Lehrerin an der Realschule Höchstadt tätig. Seit 2009 unterrichtet sie an der Staatlichen Realschule in Bessenbach.